# Arley Dinas
Arley Dinas (født 16. maj 1974) er en tidligere colombiansk fodboldspiller.

## Colombias fodboldlandshold
| Colombias landshold | Colombias landshold | Colombias landshold |
| År                  | Kmp                 | Mål                 |
| ------------------- | ------------------- | ------------------- |
| 1995                | 2                   | 0                   |
| 1996                | 0                   | 0                   |
| 1997                | 0                   | 0                   |
| 1998                | 0                   | 0                   |
| 1999                | 1                   | 0                   |
| 2000                | 13                  | 0                   |
| 2001                | 5                   | 0                   |
| 2002                | 3                   | 0                   |
| 2003                | 0                   | 0                   |
| 2004                | 5                   | 0                   |
| Total               | 29                  | 0                   |